# 安嫔 (嘉庆帝)
安嫔（1785年3月1日—1837年7月29日），苏完瓜尔佳氏，满洲镶黄旗人。原任一等信勇公、二等侍卫安英之女，烏里蘇台將軍福興之孫女，开国功臣费英东嫡系后代。清朝嘉庆帝之嬪。

## 生平
乾隆五十年正月二十一日（1785年3月1日）出生。
《清史稿》中對安嬪的記載不多，僅知在嘉庆三年三月时，苏完瓜尔佳氏經外八旗选秀入宫，封為安常在，居西六宮之翊坤宮。目前並不確定瓜尔佳氏一直保持著常在的位分，或曾降位。《爱新觉罗宗谱·星源集庆》仅记“初充常在”。
嘉庆二十五 (1821年) 七月，清宣宗即位，不久之後的八月二十三日，詔晉为皇考安嫔。同年十二月二十日，新登基的道光帝按惯例晋封恩贵人、荣贵人和安常在三位庶母，以内阁学士毛谟为使，正式册封皇考安嫔，與信妃劉佳氏同居壽東宮。
道光十七年六月二十七日（1837年7月29日）丑时，安嫔薨逝，享年五十三岁，安嬪金棺由西花園奉移田村暫安，同年七月二十七日巳时，奉安昌陵妃园寝。

## 家族
- 七世祖：費英東，後金開國五大臣之一。
- 六世祖：查喀尼，襲三等昂邦章京。
- 五世祖：倭黑，郡主額駙，原襲三等昂邦章京，後改襲為三等子，晉封為二等子、一等子，再晉襲為三等公。
- 高祖父：傅爾丹，襲三等信勇公（坐事削爵），曾任陝甘總督、吏部尚書、黑龍江將軍等職。
- 曾祖父：兆德，郡主額駙，襲三等信勇公（坐事削爵）。
- 祖父：復興，原襲三等信勇公，後晉封為一等信勇公，曾任左都御史、工部尚書、烏里雅蘇臺將軍等職。
- 父：安英，嘉慶五年襲一等信勇公，曾任二等侍衛等職，嘉慶十五年去世。
- 兄弟：盛貴，曾任黑龍江將軍等職；盛筠。
- 姐妹：至少一姐，即恆溫親王允祺曾孫綿琚之嫡妻[4]。

## 影视作品
- 電視劇

| 年份 | 劇名     | 演員   | 剧中姓名          | 劇中稱謂         |
| 2004 | 金枝慾孽 | 張可頤 | 蘇完尼瓜爾佳·安茜 | 安茜姑姑、安貴人 |
| 2005 | 嘉慶皇帝 | 霍思燕 | 蘇完尼瓜爾氏      | 安嬪             |